# Санта-Мария-прессо-Сан-Сатиро
Санта-Мария-прессо-Сан-Сатиро (итал. La chiesa di Santa Maria presso San Satiro — церковь Девы Марии возле святого Са́тира) — приходская римско-католическая церковь в центре Милана, Ломбардия, Италия. Выдающийся памятник архитектуры итальянского Возрождения. Построена с включением в неё более старой капеллы Сан-Сатиро, в честь которой она и получила название. Знаменита тем, что в ней находится так называемый «фальшивый хор» Донато Браманте — шедевр архитектуры итальянского Возрождения.

## История
Строительство церкви было начато в конце XV века по приказу герцога Джан Галеаццо Сфорца и позднее продолжено Лодовико Моро в рамках амбициозной программы художественного обновления герцогства, которая включала, помимо прочего, приглашение к миланскому двору художников со всей Италии: здание было фактически спроектировано в соответствии с новыми формами эпохи Возрождения, привнесёнными в миланское герцогство Донато Браманте.
Церковь построена рядом с капеллой, воздвигнутой в 879 году архиепископом миланским Анспертом (англ.) в честь святого Сильвестра, Амвросия Медиоланского, Маркеллины и родного брата последних, исповедника Сатира, причём капелла, перестроенная Донато Браманте, сохранилась в качестве придела. По распоряжению герцога Джан Галеаццо Сфорца в 1472—1482 годах рядом с капеллой возвели новую церковь, в которую поместили чудотворную икону Девы Марии с Младенцем.
В 1486 году начались работы по украшению свода, и в том же году Джованни Антонио Амадео начал проектирование западного фасада, но работы не были завершены. Работы по внешнему оформлению церкви были окончательно закончены к 1518 году (фасад перестроен в 1871 году). Колокольня церкви сохранила облик романской архитектуры IX века.

## Архитектура
С 1478 года в строительных работах участвовал Донато Браманте, ему как начинающему строителю, только недавно приехавшему в Милан из Урбино, поручили лишь часть работы. Амадео планировал церковь крестово-купольного плана, в виде равностороннего греческого креста. Пересечение нефа и просторного трансепта венчает большой полусферический купол. Но с восточной стороны из-за прилегающей улицы (Виа Фальконе) не хватало места. Пришлось укоротить неф. Тогда Браманте придумал компенсировать этот недостаток иллюзорной перспективой за счёт усиленного ракурса коробового свода с кессонами, арок и полуколонн апсиды приёмом «обмана зрения» (trompe l'œil). Хор апсиды имеет в глубину всего 97 см, но кажется достаточно глубоким (около девяти с половиной метров, с точкой схода примерно во входной части храма. В истории архитектуры этот приём получил название «ложной перспективы».
Интересна гипотеза, вытекающая из некоторых проектов, представленных в кодексе Эшбернема. Она предполагает участие Леонардо да Винчи в строительстве Сан-Сатиро между 1492 и 1499 годами. Однако проекты Леонардо так и не были реализованы в пользу решения Браманте.
Купол, занимающий пространство трансепта, украшен золотыми и синими расписными кессонами и завершается небольшой лантерной (фонарём). У основания купола, на поясе, находятся терракотовые украшения работы Агостино Фондули, а паруса украшены тондо с образами евангелистов школы Винченцо Фоппы. В оформлении и разделении пространств заметно влияние форм Капеллы Пацци Филиппо Брунеллески.
В правом трансепте, рядом с главным алтарем, находится алтарь Сан-Теодоро, украшенный полихромным мрамором. Алтарный образ «Экстаз Святого Филиппа Нери» (1764) написал Джузеппе Перони.

## Баптистерий (сакристия Браманте)
С восточной стороны нефа Браманте пристроил баптистерий (это помещение называют также сакристией) — яркое воплощение новых для того времени идей идеально симметричной постройки — «четырёхлепестковый» план с четырьмя полукружиями апсид (тетраконх), заимствованный из раннехристианских построек, над ним «греческий крест» с восьмигранным тибуриумом, увенчанным башенкой с крестом.
В нижнем ярусе чередуются плоские и вогнутые ниши, перемежающиеся декорированными пилястрами, которые заканчиваются фризом с богатыми терракотовыми украшениями в виде путти и голов работы Агостино Фондули. Верхний ярус включает окна со средниками, разделёнными продолжением пилястр нижнего яруса, которые повторяют декоративные мотивы. Помещение перекрыто куполом из восьми сегментов, в каждом из которых имеется окулюс. Образуемый архитектурой «световой столп» благодаря большим окнам тибуриума сияет белым с позолотой, ренессансными гротесками, рельефами и капителями из красно-коричневой терракоты.
Стены баптистерия ранее украшали росписи Амброджо Боргоньоне, ныне хранящиеся в Пинакотеке Брера.

## Капелла
Капелла Сан-Сатиро, также называемая капеллой Пьеты после перестроек эпохи Возрождения сохранила крестовый план, которые вместе с фрагментами фресок эпохи Каролингов составляют первоначальное ядро конструкции. Некоторые из периметральных колонн, сделанных из камня и украшенных коринфскими капителями, были взяты из городских зданий, относящихся к позднему римскому периоду, и вставлены в святилище, в то время как другие сделаны из терракоты и относятся к периоду работы Браманте, как и колонны, выполненные попеременно из красного веронского мрамора и мрамора «чиполлино», на которых покоятся аркбутаны, размещенные рядом с угловыми сводами. Восьмигранный тибуриум и фонарь венчают всю конструкцию. Существует множество гипотез о происхождении характерного плана: от каролингских ораториев до византийских и даже армянских влияний. Однако наиболее распространенной является гипотеза о том, что образцом для плана послужила одна из капелл миланской базилики Сан-Лоренцо. Однако центрические планы не были редкостью в Ломбардии того времени.
Главным произведением капеллы является скульптурная группа из терракоты «Пьета» работы Агостино Фондули. Группа состоит из четырнадцати фигур. Возможно, что композиция взята с ныне утраченной фрески церкви Сан-Джакомо-делла-Черрета в Павии работы Винченцо Фоппы.
В капелле также находятся фрагменты фресок, датируемые IX—XIII веками, которые были обнаружены во время реставрации в 1939—1940 годах. Фресковая роспись, которая вначале покрывала все стены, за исключением колонн, демонстрирует заметное влияние византийских образцов.
- Главный фасад церкви
- Баптистерий (сакристия) Браманте
- Баптистерий. Фотография 1906 г.
- Купол
- Капелла
- Пьета (Оплакивание Христа). Скульптор Агостино Фондули. Терракота